# Élections municipales de 2021 dans Les Etchemins
Pour un article plus général, voir Élections municipales de 2021 en Chaudière-Appalaches.
Cet article concerne les élections municipales de 2021 en Chaudière-Appalaches dans la municipalité régionale de comté des Etchemins.

## Les Etchemins

### Lac-Etchemin
Résultats
|             | Élection (2017)                                                                                      | Dissolution (2021)                                                                                   | Élection (2021)                                                                          |
| Maire       | Camil Turmel                                                                                         | Camil Turmel                                                                                         | Camil Turmel                                                                             |
| Conseillers | Guyda Deblois Patrick Lachance Judith Leblond Sébastien Ouellet Marie-Pierre Lamontagne Yannick Dion | Guyda Deblois Patrick Lachance Judith Leblond Sébastien Ouellet Marie-Pierre Lamontagne Yannick Dion | Guyda Deblois Patrick Lachance Fabien Lacorre Sébastien Ouellet Joan Gagnon Yannick Dion |

| Candidats pour la mairie | Vote            | %               |
| ------------------------ | --------------- | --------------- |
| Camil Turmel (Sortante)  | Sans opposition | Sans opposition |

| Candidats conseiller #1  | Vote            | %               |
| ------------------------ | --------------- | --------------- |
| Guyda Deblois (Sortante) | Sans opposition | Sans opposition |

| Candidats conseiller #2    | Vote            | %               |
| -------------------------- | --------------- | --------------- |
| Patrick Lachance (Sortant) | Sans opposition | Sans opposition |

| Candidats conseiller #3 | Vote            | %               |
| ----------------------- | --------------- | --------------- |
| Fabien Lacorre          | Sans opposition | Sans opposition |

| Candidats conseiller #4     | Vote            | %               |
| --------------------------- | --------------- | --------------- |
| Sébastien Ouellet (Sortant) | Sans opposition | Sans opposition |

| Candidats conseiller #5 | Vote | %     |
| ----------------------- | ---- | ----- |
| Joan Gagnon             | 349  | 82,31 |
| André Turmel            | 75   | 17,69 |

| Candidats conseiller #6 | Vote            | %               |
| ----------------------- | --------------- | --------------- |
| Yannick Dion (Sortant)  | Sans opposition | Sans opposition |

- Démission de Patrick Lachance, conseiller #2, le 24 mars 2022 pour accepter le poste de directeur général et secrétaire-trésosier de la municipalité[1].
- Élection sans opposition de Normand Poulin au poste de conseiller #2 en mai 2022[2].

| Candidats conseiller #2 | Vote            | %               |
| ----------------------- | --------------- | --------------- |
| Normand Poulin          | Sans opposition | Sans opposition |
| Isabelle Provençal      | Désistement     | Désistement     |

### Saint-Benjamin
Résultats
|             | Élection (2017)                                                                                | Dissolution (2021)                                                                      | Élection (2021)                                                                               |
| Maire       | Martine Boulet                                                                                 | Martine Boulet                                                                          | Martin Beaulieu                                                                               |
| Conseillers | Jean-Yves Jr Mathieu Bruno Giguère Renée Rodrigue Joey Veilleux Maxime Veilleux Laurier Poulin | Nancy Mathieu Bruno Giguère Renée Rodrigue Joey Veilleux Maxime Veilleux Laurier Poulin | Nancy Mathieu Jocelyn Béliveau Jessica Bolduc Joey Veilleux Marie-Josée Nadeau Laurier Poulin |

| Taux de participation :                | Taux de participation :                | Taux de participation :                | Taux de participation :                | Taux de participation :                | 58,1 % |
| Nombre de votes valides :              | Nombre de votes valides :              | Nombre de votes valides :              | Nombre de votes valides :              | Nombre de votes valides :              | 491    |
| Nombre de votes rejetées à la mairie : | Nombre de votes rejetées à la mairie : | Nombre de votes rejetées à la mairie : | Nombre de votes rejetées à la mairie : | Nombre de votes rejetées à la mairie : | 3      |
| Nombre d'électeurs inscrits :          | Nombre d'électeurs inscrits :          | Nombre d'électeurs inscrits :          | Nombre d'électeurs inscrits :          | Nombre d'électeurs inscrits :          | 850    |

| Candidats pour la mairie  | Vote | %     |
| ------------------------- | ---- | ----- |
| Martin Beaulieu           | 314  | 63,95 |
| Martine Boulet (Sortante) | 105  | 21,38 |
| Alain Parent              | 72   | 14,66 |

| Candidats poste #1       | Vote | %     |
| ------------------------ | ---- | ----- |
| Nancy Mathieu (Sortante) | 323  | 66,74 |
| Émilie Giguère           | 161  | 33,26 |

| Candidats poste #2 | Vote | %     |
| ------------------ | ---- | ----- |
| Jocelyn Béliveau   | 299  | 62,42 |
| Pascal Daigle      | 180  | 37,58 |

| Candidats poste #3 | Vote | %     |
| ------------------ | ---- | ----- |
| Jessica Bolduc     | 210  | 43,48 |
| David Poulin       | 137  | 28,36 |
| Martin Labbé       | 136  | 28,16 |

| Candidats poste #4 | Vote | %     |
| ------------------ | ---- | ----- |
| Joey Veilleux      | 302  | 62,53 |
| Christian Grenier  | 181  | 37,47 |

| Candidats poste #5        | Vote | %     |
| ------------------------- | ---- | ----- |
| Marie-Josée Nadeau        | 268  | 55,14 |
| Maxime Veilleux (Sortant) | 218  | 44,86 |

| Candidats poste #6       | Vote | %     |
| ------------------------ | ---- | ----- |
| Laurier Poulin (Sortant) | 210  | 43,03 |
| Anne-Marie Hudon         | 141  | 28,89 |
| Daniel Doyon             | 137  | 28,07 |

- Démission de Martin Beaulieu, maire, le 20 mars 2023[3]. Laurier Poulin, conseiller #6, exerce la fonction de maire suppléant pendant l'intérim[3].
- Démission de Nancy Beaulieu, conseillère #1, le 17 avril 2023[4].
- Élection sans opposition de Céline Veilleux au poste de mairesse et élection de Marie-Andrée Buteau au poste de conseillère #1 le 4 juin 2023[5].

| Candidats pour la mairie | Vote            | %               |
| ------------------------ | --------------- | --------------- |
| Céline Veilleux          | Sans opposition | Sans opposition |

| Candidats poste #1    | Vote      | %     |
| --------------------- | --------- | ----- |
| Marie-Andrée Buteau   | 145       | 56,64 |
| Maxime Veilleux       | 111       | 43,36 |
| Bulletins rejetés     | 1         |       |
| Taux de participation | 257 / 931 | 27,60 |

### Saint-Camille-de-Lellis
Résultats
|             | Élection (2017)                                                                           | Dissolution (2021)                                                                 | Élection (2021)                                                                           |
| Maire       | Adélard Couture                                                                           | Rachel Goupil                                                                      | Rachel Goupil                                                                             |
| Conseillers | Jacques Audet Thérèse Blanchet Richard Pouliot Marcel Bégin Jocelyn Pouliot Rachel Goupil | Jacques Audet Thérèse Blanchet Richard Pouliot Marcel Bégin Jocelyn Pouliot Vacant | Jacques Audet Aline Alain Richard Pouliot Claude Beaudoin Jocelyn Pouliot Jennylee Boutin |

| Taux de participation :                | Taux de participation :                | Taux de participation :                | Taux de participation :                | Taux de participation :                | 62,7 % |
| Nombre de votes valides :              | Nombre de votes valides :              | Nombre de votes valides :              | Nombre de votes valides :              | Nombre de votes valides :              | 412    |
| Nombre de votes rejetées à la mairie : | Nombre de votes rejetées à la mairie : | Nombre de votes rejetées à la mairie : | Nombre de votes rejetées à la mairie : | Nombre de votes rejetées à la mairie : | 4      |
| Nombre d'électeurs inscrits :          | Nombre d'électeurs inscrits :          | Nombre d'électeurs inscrits :          | Nombre d'électeurs inscrits :          | Nombre d'électeurs inscrits :          | 664    |

| Candidats pour la mairie | Vote | %     |
| ------------------------ | ---- | ----- |
| Rachel Goupil (Sortante) | 236  | 57,28 |
| Rock Maurice             | 176  | 42,72 |

| Candidats conseiller #1 | Vote | %     |
| ----------------------- | ---- | ----- |
| Jacques Audet (Sortant) | 303  | 73,72 |
| Kévin Leblanc           | 108  | 26,28 |

| Candidats conseiller #2 | Vote            | %               |
| ----------------------- | --------------- | --------------- |
| Aline Alain             | Sans opposition | Sans opposition |

| Candidats conseiller #3   | Vote            | %               |
| ------------------------- | --------------- | --------------- |
| Richard Pouliot (Sortant) | Sans opposition | Sans opposition |

| Candidats conseiller #4 | Vote            | %               |
| ----------------------- | --------------- | --------------- |
| Claude Beaudoin         | Sans opposition | Sans opposition |

| Candidats conseiller #5   | Vote            | %               |
| ------------------------- | --------------- | --------------- |
| Jocelyn Pouliot (Sortant) | Sans opposition | Sans opposition |

| Candidats conseiller #6 | Vote            | %               |
| ----------------------- | --------------- | --------------- |
| Jennylee Boutin         | Sans opposition | Sans opposition |

- Démission de Richard Pouliot, conseiller #3, et de Claude Beaudoin, conseiller #4, avant la séance du 16 février 2023[6].
- Élection sans opposition de Pierre De Beaumont au poste de conseiller #3 et de Tom Leclerc au poste de conseiller #4 le 28 mai 2023[7].

| Candidats conseiller #3 | Vote            | %               |
| ----------------------- | --------------- | --------------- |
| Pierre De Beaumont      | Sans opposition | Sans opposition |

| Candidats conseiller #4 | Vote            | %               |
| ----------------------- | --------------- | --------------- |
| Tom Leclerc             | Sans opposition | Sans opposition |
| Mario Chrétien          | Désistement     | Désistement     |

### Saint-Cyprien
Résultats
|             | Élection (2017)                                                                             | Dissolution (2021)                                                                         | Élection (2021)                                                                             |
| Maire       | Réjean Bédard                                                                               | Réjean Bédard                                                                              | Réjean Bédard                                                                               |
| Conseillers | Gilles Audet Aucune candidature Michaël Deblois Jean Gilbert Richard Fortier Josée Lapointe | Gilles Audet Réjeanne Gosselin Michaël Deblois Jean Gilbert Richard Fortier Josée Lapointe | Gilles Audet Réjeanne Gosselin Michaël Deblois Richard Fortier Joane Rochon Michael Mercier |

| Candidats pour la mairie | Vote            | %               |
| ------------------------ | --------------- | --------------- |
| Réjean Bédard (Sortant)  | Sans opposition | Sans opposition |

| Candidats conseiller #1 | Vote            | %               |
| ----------------------- | --------------- | --------------- |
| Gilles Audet (Sortant)  | Sans opposition | Sans opposition |

| Candidats conseiller #2      | Vote            | %               |
| ---------------------------- | --------------- | --------------- |
| Réjeanne Gosselin (Sortante) | Sans opposition | Sans opposition |

| Candidats conseiller #3   | Vote            | %               |
| ------------------------- | --------------- | --------------- |
| Michael Deblois (Sortant) | Sans opposition | Sans opposition |

| Candidats conseiller #4                    | Vote            | %               |
| ------------------------------------------ | --------------- | --------------- |
| Richard Fortier (Sortant d'un autre poste) | Sans opposition | Sans opposition |

| Candidats conseiller #5 | Vote            | %               |
| ----------------------- | --------------- | --------------- |
| Joane Rochon            | Sans opposition | Sans opposition |

| Candidats conseiller #6 | Vote            | %               |
| ----------------------- | --------------- | --------------- |
| Michael Mercier         | Sans opposition | Sans opposition |

- Démission de Richard Fortier, conseiller #4, le 9 septembre 2022[8].
- Élection sans opposition de Charles Stéphane Therrien au poste de conseiller #4 le 27 novembre 2022[9].

| Candidats conseiller #4   | Vote            | %               |
| ------------------------- | --------------- | --------------- |
| Charles Stéphane Therrien | Sans opposition | Sans opposition |

- Démission de Michael Deblois, conseiller #3, avant la séance du 11 mai 2023[10].
- Démission de Réjean Bédard, maire, le 17 juillet 2023[11]. Charles Therrien, conseiller #3, exerce la fonction de maire suppléant pendant l'intérim[12].
- Élection sans opposition d'Aurel Mitoaica au poste de conseiller #3 le 20 août 2023[13].

| Candidats conseiller #3 | Vote            | %               |
| ----------------------- | --------------- | --------------- |
| Aurel Mitoaica          | Sans opposition | Sans opposition |

- Élection de Michel Bernard au poste de maire le 1er octobre 2023[14].

| Candidats pour la mairie | Vote      | %     |
| ------------------------ | --------- | ----- |
| Michel Bernard           | 172       | 70,20 |
| Réjean Bédard (Sortant)  | 73        | 29,80 |
| Bulletins rejetés        | 5         |       |
| Taux de participation    | 250 / 463 | 54,00 |

- Démission d'Aurel Mitoaica, conseiller #3, après le 12 octobre 2023.
- Élection partielle au poste de conseiller #3 le 25 février 2024.

### Saint-Louis-de-Gonzague
Résultats
|             | Élection (2017)                                                               | Dissolution (2021)                                                         | Élection (2021)                                                                            |
| Maire       | Lucie Gagnon                                                                  | Lucie Gagnon                                                               | Lucie Gagnon                                                                               |
| Conseillers | Nancy Dumas Claude Roy Bruno Roy Sylvain Gilbert Bernard Giguère André Boutin | Nancy Dumas Claude Roy Vacant Sylvain Gilbert Bernard Giguère André Boutin | Nancy Dumas Claude Roy Colette Brulotte Sylvain Gilbert Bernard Giguère Aucune candidature |

| Candidats pour la mairie | Vote            | %               |
| ------------------------ | --------------- | --------------- |
| Lucie Gagnon (Sortante)  | Sans opposition | Sans opposition |

| Candidats conseiller #1 | Vote            | %               |
| ----------------------- | --------------- | --------------- |
| Nancy Dumas (Sortante)  | Sans opposition | Sans opposition |

| Candidats conseiller #2 | Vote            | %               |
| ----------------------- | --------------- | --------------- |
| Claude Roy (Sortant)    | Sans opposition | Sans opposition |

| Candidats conseiller #3 | Vote            | %               |
| ----------------------- | --------------- | --------------- |
| Colette Brulotte        | Sans opposition | Sans opposition |

| Candidats conseiller #4   | Vote            | %               |
| ------------------------- | --------------- | --------------- |
| Sylvain Gilbert (Sortant) | Sans opposition | Sans opposition |

| Candidats conseiller #5   | Vote            | %               |
| ------------------------- | --------------- | --------------- |
| Bernard Giguère (Sortant) | Sans opposition | Sans opposition |

| Candidats conseiller #6 | Vote | % |
| ----------------------- | ---- | - |
| Aucune candidature      |      |   |

- Entrée en fonction d'André Boutin au poste de conseiller #6 lors de la séance du 18 novembre 2021[15].

| Candidats conseiller #6 | Vote | %   |
| ----------------------- | ---- | --- |
| André Boutin (sortant)  | n/d  | n/d |

- Déclaration de vacances du poste de conseiller #2 de Claude Roy lors de la séance du 7 décembre 2021[16].
- Démission de Nancy Dumas, conseillère #1, le 8 janvier 2023[17].
- Élection sans opposition d'Ariel Bilodeau au poste de conseiller #2 le 27 février 2022[18].

| Candidats conseiller #5 | Vote            | %               |
| ----------------------- | --------------- | --------------- |
| Ariel Bilodeau          | Sans opposition | Sans opposition |
| Pierre Docquier         | Désistement     | Désistement     |

- Élection de Johanie Cliche au poste de conseillère #1 le 30 avril 2023[17],[19][réf. à confirmer].

| Candidats conseiller #3 | Vote | %   |
| ----------------------- | ---- | --- |
| Johanie Cliche          | n/d  | n/d |
| David Bradley           | n/d  | n/d |

### Saint-Luc-de-Bellechasse
Résultats
|             | Élection (2017)                                                                             | Dissolution (2021)                                                                              | Élection (2021)                            |
| Maire       | Denis Laflamme                                                                              | François Michon                                                                                 | Claude Nadeau                              |
| Conseillers | Denis Lefèvre François Michon Kathleen Côté Louise Carrier Amélie Gagnon Claude Baillargeon | Denis Lefèvre Jean-Pierre Boucher Kathleen Côté Louise Carrier Amélie Gagnon Claude Baillargeon | Denis Lefèvre Sylvain Chabot Martial Lugez |

| Taux de participation :                | Taux de participation :                | Taux de participation :                | Taux de participation :                | Taux de participation :                | 56,6 % |
| Nombre de votes valides :              | Nombre de votes valides :              | Nombre de votes valides :              | Nombre de votes valides :              | Nombre de votes valides :              | 234    |
| Nombre de votes rejetées à la mairie : | Nombre de votes rejetées à la mairie : | Nombre de votes rejetées à la mairie : | Nombre de votes rejetées à la mairie : | Nombre de votes rejetées à la mairie : | 5      |
| Nombre d'électeurs inscrits :          | Nombre d'électeurs inscrits :          | Nombre d'électeurs inscrits :          | Nombre d'électeurs inscrits :          | Nombre d'électeurs inscrits :          | 422    |

| Candidats pour la mairie                   | Vote | %     |
| ------------------------------------------ | ---- | ----- |
| Claude Nadeau                              | 193  | 82,48 |
| Louise Carrier (Sortante d'un autre poste) | 41   | 17,52 |

| Candidats conseiller #1 | Vote | %     |
| ----------------------- | ---- | ----- |
| Denis Lefèvre (Sortant) | 143  | 60,85 |
| Gilles Bourque          | 92   | 39,15 |

| Candidats conseiller #4 | Vote            | %               |
| ----------------------- | --------------- | --------------- |
| Sylvain Chabot          | Sans opposition | Sans opposition |

| Candidats conseiller #3  | Vote | %     |
| ------------------------ | ---- | ----- |
| Kathleen Côté (Sortante) | 180  | 76,60 |
| Geneviève Audet          | 55   | 23,40 |

| Candidats conseiller #4 | Vote            | %               |
| ----------------------- | --------------- | --------------- |
| Sylvain Lugez           | Sans opposition | Sans opposition |

| Candidats conseiller #5 | Vote | %     |
| ----------------------- | ---- | ----- |
| Serge Plante            | 165  | 70,21 |
| Lyne Lessard            | 70   | 29,79 |

| Candidats conseiller #6 | Vote | %     |
| ----------------------- | ---- | ----- |
| Alexandra Fontaine      | 125  | 54,59 |
| Annie Gauthier          | 104  | 45,41 |

- Démission de Claude Nadeau, maire, et de Denis Lefèvre, conseiller #1, le 1er mai 2023[20]. Serge Plante, conseiller #5, exerce la fonction de maire suppléant prendant l'intérim[21].
- Démission de Serge Plante, conseiller #5, annoncée lors de la séance du en mai 2023[21].
- Élection sans opposition de Serge Plante au poste de maire et d'André Nadeau au poste de conseiller #1 le 18 juin 2023[22].

| Candidats pour la mairie                | Vote            | %               |
| --------------------------------------- | --------------- | --------------- |
| Serge Plante (sortant d'un autre poste) | Sans opposition | Sans opposition |

| Candidats conseiller #1 | Vote            | %               |
| ----------------------- | --------------- | --------------- |
| André Nadeau            | Sans opposition | Sans opposition |

- Élection de Robert Legault au poste de conseiller #5 le 16 juillet 2023[23].

| Candidats conseiller #5 | Vote      | %     |
| ----------------------- | --------- | ----- |
| Robert Legault          | 54        | 52,94 |
| Line Gagnon             | 48        | 47,06 |
| Bulletins rejetés       | 0         |       |
| Taux de participation   | 102 / 423 | 24,11 |

### Saint-Magloire
Résultats
|             | Élection (2017)                                                                                    | Dissolution (2021)                                                                                 | Élection (2021)                                                                                          |
| Maire       | Marielle Lemieux                                                                                   | Marielle Lemieux                                                                                   | Daniel Thibault                                                                                          |
| Conseillers | Anne-Marie Beaudry Liette St-Pierre Martine Rouillard Jonathan Goupil Steve Lapointe Roxanne Nolet | Anne-Marie Beaudry Liette St-Pierre Martine Rouillard Jonathan Goupil Steve Lapointe Régis Prévost | Anne-Marie Beaudry Jérémie Ménard Martine Rouillard Marie-Hélène Ménard Samuel Larochelle Étienne Ménard |

| Taux de participation :                | Taux de participation :                | Taux de participation :                | Taux de participation :                | Taux de participation :                | 49,7 % |
| Nombre de votes valides :              | Nombre de votes valides :              | Nombre de votes valides :              | Nombre de votes valides :              | Nombre de votes valides :              | 345    |
| Nombre de votes rejetées à la mairie : | Nombre de votes rejetées à la mairie : | Nombre de votes rejetées à la mairie : | Nombre de votes rejetées à la mairie : | Nombre de votes rejetées à la mairie : | 0      |
| Nombre d'électeurs inscrits :          | Nombre d'électeurs inscrits :          | Nombre d'électeurs inscrits :          | Nombre d'électeurs inscrits :          | Nombre d'électeurs inscrits :          | 694    |

| Candidats pour la mairie                 | Vote | %     |
| ---------------------------------------- | ---- | ----- |
| Daniel Thibault                          | 214  | 62,03 |
| Régis Prévost (Sortant d'un autre poste) | 83   | 24,06 |
| Linda Lagacé                             | 48   | 13,91 |

| Candidats conseiller #1       | Vote            | %               |
| ----------------------------- | --------------- | --------------- |
| Anne-Marie Beaudry (Sortante) | Sans opposition | Sans opposition |

| Candidats conseiller #2 | Vote            | %               |
| ----------------------- | --------------- | --------------- |
| Jérémie Ménard          | Sans opposition | Sans opposition |

| Candidats conseiller #3      | Vote            | %               |
| ---------------------------- | --------------- | --------------- |
| Martine Rouillard (Sortante) | Sans opposition | Sans opposition |

| Candidats conseiller #4 | Vote            | %               |
| ----------------------- | --------------- | --------------- |
| Marie-Hélène Ménard     | Sans opposition | Sans opposition |

| Candidats conseiller #5 | Vote            | %               |
| ----------------------- | --------------- | --------------- |
| Samuel Larochelle       | Sans opposition | Sans opposition |

| Candidats conseiller #6 | Vote            | %               |
| ----------------------- | --------------- | --------------- |
| Étienne Ménard          | Sans opposition | Sans opposition |

- Absence de prestation de serment de Jérémie Ménard, conseiller #2, dans les 30 jours suivants l'élection et déclaration de vacances du poste[24].
- Entrée au conseil de Gino Tanguay au poste de conseiller #2 dès la séance du 28 décembre 2021[25].

| Candidats conseiller #2 | Vote | %   |
| ----------------------- | ---- | --- |
| Gino Tanguay            | n/d  | n/d |

### Saint-Prosper
Résultats
|             | Élection (2017)                                                                                   | Dissolution (2021)                                                                                | Élection (2021)                                                                                   |
| Maire       | Richard Couët                                                                                     | Richard Couët                                                                                     | Alain Maheux                                                                                      |
| Conseillers | Marie-Noëlle Goulet Marcel Larochelle Alain Maheux Donald Tanguay Jérôme Giguère Guylain Turcotte | Marie-Noëlle Goulet Marcel Larochelle Alain Maheux Donald Tanguay Jérôme Giguère Guylain Turcotte | Marie-Noëlle Goulet Étienne Guay Marc-Antoine Poulin Donald Tanguay Jérôme Giguère Francis Poulin |

| Candidats pour la mairie                | Vote            | %               |
| --------------------------------------- | --------------- | --------------- |
| Alain Maheux (Sortant d'un autre poste) | Sans opposition | Sans opposition |

| Candidats conseiller #1 | Vote            | %               |
| ----------------------- | --------------- | --------------- |
| Marie-Andrée Gagné      | Sans opposition | Sans opposition |

| Candidats conseiller #2 | Vote            | %               |
| ----------------------- | --------------- | --------------- |
| Étienne Guay            | Sans opposition | Sans opposition |

| Candidats conseiller #3 | Vote | %     |
| ----------------------- | ---- | ----- |
| Marc-Antoine Poulin     | 528  | 61,97 |
| Véronique Pomerleau     | 324  | 38,03 |

| Candidats conseiller #4  | Vote            | %               |
| ------------------------ | --------------- | --------------- |
| Donald Tanguay (Sortant) | Sans opposition | Sans opposition |

| Candidats conseiller #5  | Vote            | %               |
| ------------------------ | --------------- | --------------- |
| Jérôme Giguère (Sortant) | Sans opposition | Sans opposition |

| Candidats conseiller #6    | Vote | %     |
| -------------------------- | ---- | ----- |
| Francis Poulin             | 456  | 53,33 |
| Guylain Turcotte (Sortant) | 399  | 46,67 |

### Saint-Zacharie
Résultats
|             | Élection (2017)                                                                                         | Dissolution (2021)                                                                            | Élection (2021)                                                                             |
| Maire       | Joey Cloutier                                                                                           | Richard Lachance                                                                              | Camil Cloutier                                                                              |
| Conseillers | Simon Morin Richard Lachance Mirianne Gilbert Patricia Cloutier Jean-Robert Turgeon Jean-François Morin | Simon Morin Vacant Mirianne Gilbert Patricia Cloutier Jean-Robert Turgeon Jean-François Morin | Jocelyn Faucher Sandra Deschênes Gilles Couture Roger Parent Pierre Grondines Joey Cloutier |

| Taux de participation :                | Taux de participation :                | Taux de participation :                | Taux de participation :                | Taux de participation :                | 58,9 % |
| Nombre de votes valides :              | Nombre de votes valides :              | Nombre de votes valides :              | Nombre de votes valides :              | Nombre de votes valides :              | 861    |
| Nombre de votes rejetées à la mairie : | Nombre de votes rejetées à la mairie : | Nombre de votes rejetées à la mairie : | Nombre de votes rejetées à la mairie : | Nombre de votes rejetées à la mairie : | 15     |
| Nombre d'électeurs inscrits :          | Nombre d'électeurs inscrits :          | Nombre d'électeurs inscrits :          | Nombre d'électeurs inscrits :          | Nombre d'électeurs inscrits :          | 1 487  |

| Candidats pour la mairie   | Vote | %     |
| -------------------------- | ---- | ----- |
| Camil Cloutier             | 351  | 40,77 |
| Richard Lachance (Sortant) | 283  | 32,87 |
| Jean Paradis               | 227  | 26,36 |

| Candidats conseiller #1 | Vote | %     |
| ----------------------- | ---- | ----- |
| Jocelyn Faucher         | 520  | 60,39 |
| David Parent            | 341  | 39,61 |

| Candidats conseiller #2 | Vote | %     |
| ----------------------- | ---- | ----- |
| Sandra Deschênes        | 626  | 72,88 |
| Mario Larivière         | 233  | 27,12 |

| Candidats conseiller #3 | Vote            | %               |
| ----------------------- | --------------- | --------------- |
| Gilles Couture          | Sans opposition | Sans opposition |

| Candidats conseiller #4                | Vote | %     |
| -------------------------------------- | ---- | ----- |
| Roger Parent                           | 501  | 57,99 |
| Simon Morin (Sortant d'un autre poste) | 363  | 42,01 |

| Candidats conseiller #5 | Vote | %     |
| ----------------------- | ---- | ----- |
| Pierre Grondines        | 447  | 52,53 |
| Rémi Fortin             | 404  | 47,47 |

| Candidats conseiller #6 | Vote | %     |
| ----------------------- | ---- | ----- |
| Joey Cloutier           | 493  | 56,93 |
| Jean-François Fecteau   | 373  | 43,07 |

- Démission de Roger Parent, conseiller #4, le 23 mai 2023[26].
- Élection de Donald Lachance au poste de conseiller #4 le 1er octobre 2023[27].

| Candidats conseiller #4 | Vote | %     |
| ----------------------- | ---- | ----- |
| Donald Lachance         | 197  | 55,96 |
| Denise Poulin           | 153  | 43,47 |
| Nombre de votes valide  | 350  | 99,43 |
| Nombre de votes rejetés | 2    | 0,57  |
| Participation           | 352  |       |
| Électeurs inscrits      | 1447 | 24,33 |

### Sainte-Aurélie
Résultats
|             | Élection (2017)                                                                         | Dissolution (2021)                                                                        | Élection (2021)                                                                       |
| Maire       | René Allen                                                                              | René Allen                                                                                | René Allen                                                                            |
| Conseillers | Caroline Drapeau Claude Despars Donald Couture Pauline Giguère Pascal Audet Annie Labbé | Caroline Drapeau Marlène Maranda Donald Couture Pauline Giguère Maurice Morin Annie Labbé | Josée Bédard Marlène Maranda Donald Couture François Gagnon Maurice Morin Annie Labbé |

| Taux de participation :                | Taux de participation :                | Taux de participation :                | Taux de participation :                | Taux de participation :                | 54,9 % |
| Nombre de votes valides :              | Nombre de votes valides :              | Nombre de votes valides :              | Nombre de votes valides :              | Nombre de votes valides :              | 434    |
| Nombre de votes rejetées à la mairie : | Nombre de votes rejetées à la mairie : | Nombre de votes rejetées à la mairie : | Nombre de votes rejetées à la mairie : | Nombre de votes rejetées à la mairie : | 8      |
| Nombre d'électeurs inscrits :          | Nombre d'électeurs inscrits :          | Nombre d'électeurs inscrits :          | Nombre d'électeurs inscrits :          | Nombre d'électeurs inscrits :          | 805    |

| Candidats pour la mairie | Vote | %     |
| ------------------------ | ---- | ----- |
| René Allen (Sortant)     | 398  | 91,71 |
| Attila Szabo             | 36   | 8,29  |

| Candidats conseiller #1 | Vote | %     |
| ----------------------- | ---- | ----- |
| Josée Bédard            | 374  | 86,57 |
| Florian Maranda         | 58   | 13,43 |

| Candidats conseiller #2    | Vote            | %               |
| -------------------------- | --------------- | --------------- |
| Marlène Maranda (Sortante) | Sans opposition | Sans opposition |

| Candidats conseiller #3  | Vote            | %               |
| ------------------------ | --------------- | --------------- |
| Donald Couture (Sortant) | Sans opposition | Sans opposition |

| Candidats conseiller #4    | Vote | %     |
| -------------------------- | ---- | ----- |
| François Gagnon            | 280  | 64,97 |
| Pauline Giguère (Sortante) | 151  | 35,03 |

| Candidats conseiller #5 | Vote            | %               |
| ----------------------- | --------------- | --------------- |
| Maurice Morin (Sortant) | Sans opposition | Sans opposition |

| Candidats conseiller #6 | Vote            | %               |
| ----------------------- | --------------- | --------------- |
| Annie Labbé (Sortante)  | Sans opposition | Sans opposition |

### Sainte-Justine
Résultats
|             | Élection (2017)                                                                         | Dissolution (2021)                                                                       | Élection (2021)                                                                          |
| Maire       | Christian Chabot                                                                        | Christian Chabot                                                                         | Christian Chabot                                                                         |
| Conseillers | Marcel Tanguay André Ferland Audrey Bédard Réjean Labonté Mario Chiasson Linda Gosselin | Marcel Tanguay André Ferland Jean-Guy Labbé Réjean Labonté Mario Chiasson Linda Gosselin | Marcel Tanguay André Ferland Jean-Guy Labbé Réjean Labonté Mario Chiasson Linda Gosselin |

| Candidats pour la mairie   | Vote            | %               |
| -------------------------- | --------------- | --------------- |
| Christian Chabot (Sortant) | Sans opposition | Sans opposition |

| Candidats conseiller #1  | Vote            | %               |
| ------------------------ | --------------- | --------------- |
| Marcel Tanguay (Sortant) | Sans opposition | Sans opposition |

| Candidats conseiller #2 | Vote            | %               |
| ----------------------- | --------------- | --------------- |
| André Ferland (Sortant) | Sans opposition | Sans opposition |

| Candidats conseiller #3  | Vote            | %               |
| ------------------------ | --------------- | --------------- |
| Jean-Guy Labbé (Sortant) | Sans opposition | Sans opposition |

| Candidats conseiller #4  | Vote            | %               |
| ------------------------ | --------------- | --------------- |
| Réjean Labonté (Sortant) | Sans opposition | Sans opposition |

| Candidats conseiller #5  | Vote            | %               |
| ------------------------ | --------------- | --------------- |
| Mario Chiasson (Sortant) | Sans opposition | Sans opposition |

| Candidats conseiller #6   | Vote            | %               |
| ------------------------- | --------------- | --------------- |
| Linda Gosselin (Sortante) | Sans opposition | Sans opposition |

- Démission de Mario Chiasson, conseiller #5, le 31 octobre 2023[28].
- Élection sans opposition de Doris Gilbert au poste de conseiller #2 en janvier 2024.

| Candidats conseiller #6 | Vote            | %               |
| ----------------------- | --------------- | --------------- |
| Doris Gilbert           | Sans opposition | Sans opposition |

### Sainte-Rose-de-Watford
Résultats
|             | Élection (2017)                                                                                      | Dissolution (2021)                                                                                   | Élection (2021)                                                                                     |
| Maire       | Hector Provençal                                                                                     | Hector Provençal                                                                                     | Jean Bernier                                                                                        |
| Conseillers | Maxime Vachon Christian Lamontagne Alexandre Provençal André Loubier Samuel Goudreau Richard Fauchon | Maxime Vachon Christian Lamontagne Alexandre Provençal André Loubier Samuel Goudreau Richard Fauchon | Pierre Lantagne Christian Lamontagne Madeleine Lachance Josiane Tanguay Sylvia Fortin Maxime Vachon |

| Candidats pour la mairie | Vote            | %               |
| ------------------------ | --------------- | --------------- |
| Jean Bernier             | Sans opposition | Sans opposition |

| Candidats conseiller #1 | Vote            | %               |
| ----------------------- | --------------- | --------------- |
| Pierre Lantagne         | Sans opposition | Sans opposition |

| Candidats conseiller #2        | Vote            | %               |
| ------------------------------ | --------------- | --------------- |
| Christian Lamontagne (Sortant) | Sans opposition | Sans opposition |

| Candidats conseiller #3 | Vote | %     |
| ----------------------- | ---- | ----- |
| Madeleine Lachance      | 136  | 51,91 |
| Daniel Bernier          | 126  | 48,09 |

| Candidats conseiller #4 | Vote | %     |
| ----------------------- | ---- | ----- |
| Josiane Tanguay         | 145  | 55,77 |
| André Loubier (Sortant) | 115  | 44,23 |

| Candidats conseiller #5 | Vote            | %               |
| ----------------------- | --------------- | --------------- |
| Sylvia Fortin           | Sans opposition | Sans opposition |

| Candidats conseiller #6                  | Vote            | %               |
| ---------------------------------------- | --------------- | --------------- |
| Maxime Vachon (Sortant d'un autre poste) | Sans opposition | Sans opposition |

- Démission de Christian Lamontagne, conseiller #2, le 28 avril 2023 à la suite de son embauche en tant que directeur des travaux publics de la municipalité[29].
- Démission de Madeleine Lachance, conseillère #3, le 8 mai 2023 pour raisons personnelles[30].
- Élection sans opposition d'André Loubier au poste de conseiller #2 le 12 novembre 2023[31].

| Candidats conseiller #2 | Vote            | %               |
| ----------------------- | --------------- | --------------- |
| André Loubier           | Sans opposition | Sans opposition |

### Sainte-Sabine
Résultats
|             | Élection (2017)                                                                                      | Dissolution (2021)                                                               | Élection (2021)                                                                                              |
| Maire       | Denis Boutin                                                                                         | Simon Carrier Tanguay                                                            | Simon Carrier Tanguay                                                                                        |
| Conseillers | Simon Carrier Tanguay William Lamontagne Micheline Cyr Étienne Prévost Véronique Dubé Jacques Bédard | Claude Gagnon Vacant Micheline Cyr Étienne Prévost Véronique Dubé Jacques Bédard | Claude Gagnon Richard Bizier Johanne Roseberry Étienne Prévost Joannie Tanguay-Boutin Joannie Tanguay-Boutin |

| Candidats pour la mairie        | Vote            | %               |
| ------------------------------- | --------------- | --------------- |
| Simon Carrier-Tanguay (Sortant) | Sans opposition | Sans opposition |

| Candidats conseiller #1 | Vote            | %               |
| ----------------------- | --------------- | --------------- |
| Claude Gagnon (Sortant) | Sans opposition | Sans opposition |

| Candidats conseiller #2 | Vote            | %               |
| ----------------------- | --------------- | --------------- |
| Richard Bizier          | Sans opposition | Sans opposition |

| Candidats conseiller #3                    | Vote | %     |
| ------------------------------------------ | ---- | ----- |
| Johanne Roseberry                          | 78   | 52,35 |
| Véronique Dubé (Sortante d'un autre poste) | 71   | 47,65 |

| Candidats conseiller #4   | Vote            | %               |
| ------------------------- | --------------- | --------------- |
| Étienne Prévost (Sortant) | Sans opposition | Sans opposition |

| Candidats conseiller #5 | Vote            | %               |
| ----------------------- | --------------- | --------------- |
| Joannie Tanguay-Boutin  | Sans opposition | Sans opposition |

| Candidats conseiller #6 | Vote            | %               |
| ----------------------- | --------------- | --------------- |
| Daniel St-Arnaud        | Sans opposition | Sans opposition |

- Démission de Claude Gagnon, conseiller #1, le 8 novembre 2022[32].
- Démission de Joannie Boutin, conseiller #5, le 19 décembre 2022[33].
- Démission de Johanne Roseberry, conseiller #3, le 9 janvier 2023[33].
- Élection sans opposition de Véronique Dubé au poste de conseillère #1, de Gilles Goulet au poste de conseiller #3 et de Germain Mercier au poste de conseiller #5 le 26 février 2023[34].

| Candidats conseiller #1 | Vote            | %               |
| ----------------------- | --------------- | --------------- |
| Véronique Dubé          | Sans opposition | Sans opposition |

| Candidats conseiller #3 | Vote            | %               |
| ----------------------- | --------------- | --------------- |
| Gilles Goulet           | Sans opposition | Sans opposition |

| Candidats conseiller #5 | Vote            | %               |
| ----------------------- | --------------- | --------------- |
| Germain Mercier         | Sans opposition | Sans opposition |

- Démission de Simon Carrier-Tanguay, maire, en janvier 2024. Véronique Dubé, conseillère #1, exerce la fonction de mairesse suppléante pendant l'intérim.